# Sint Pietersberg

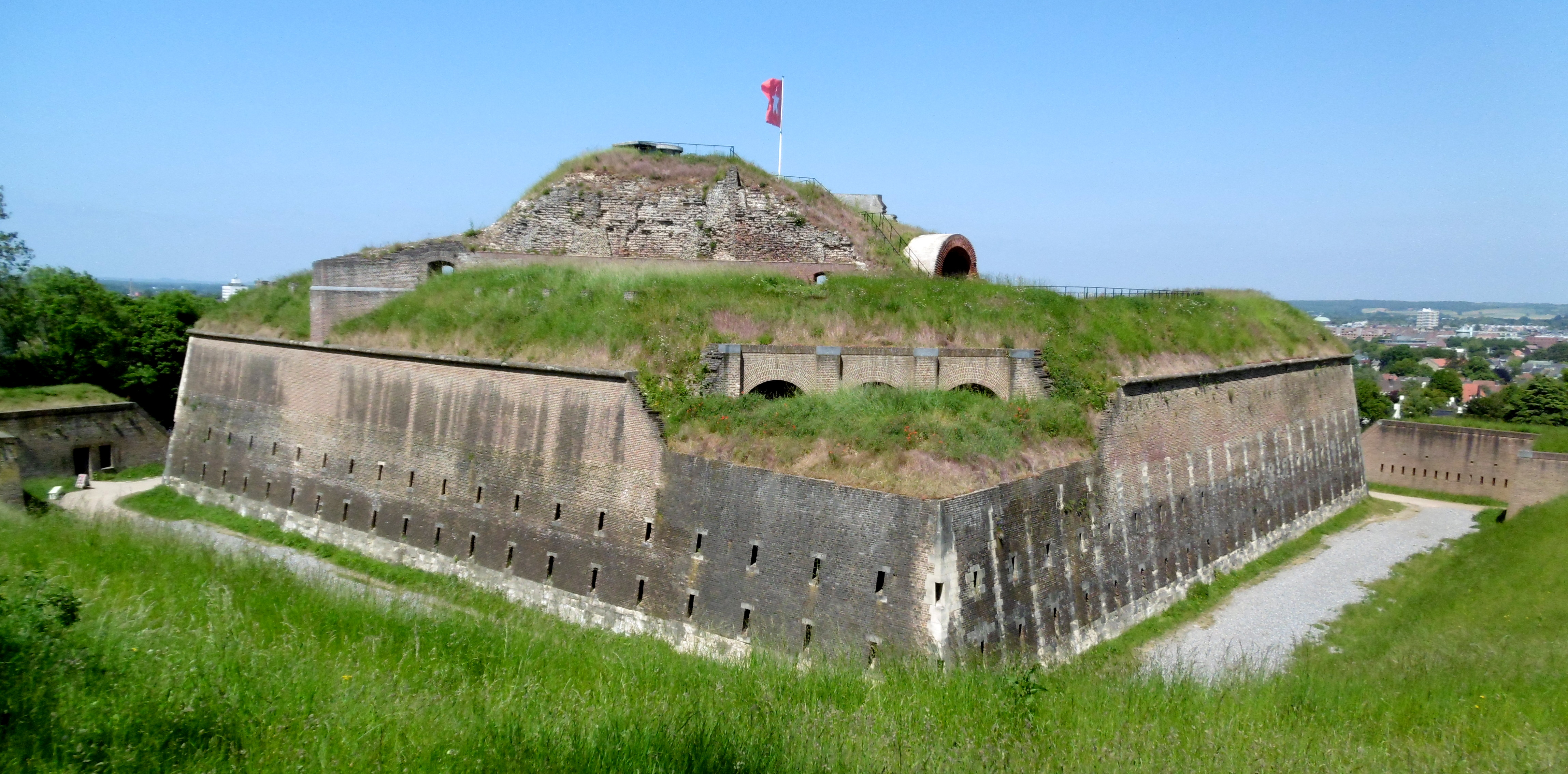
Fort Sint Pieter

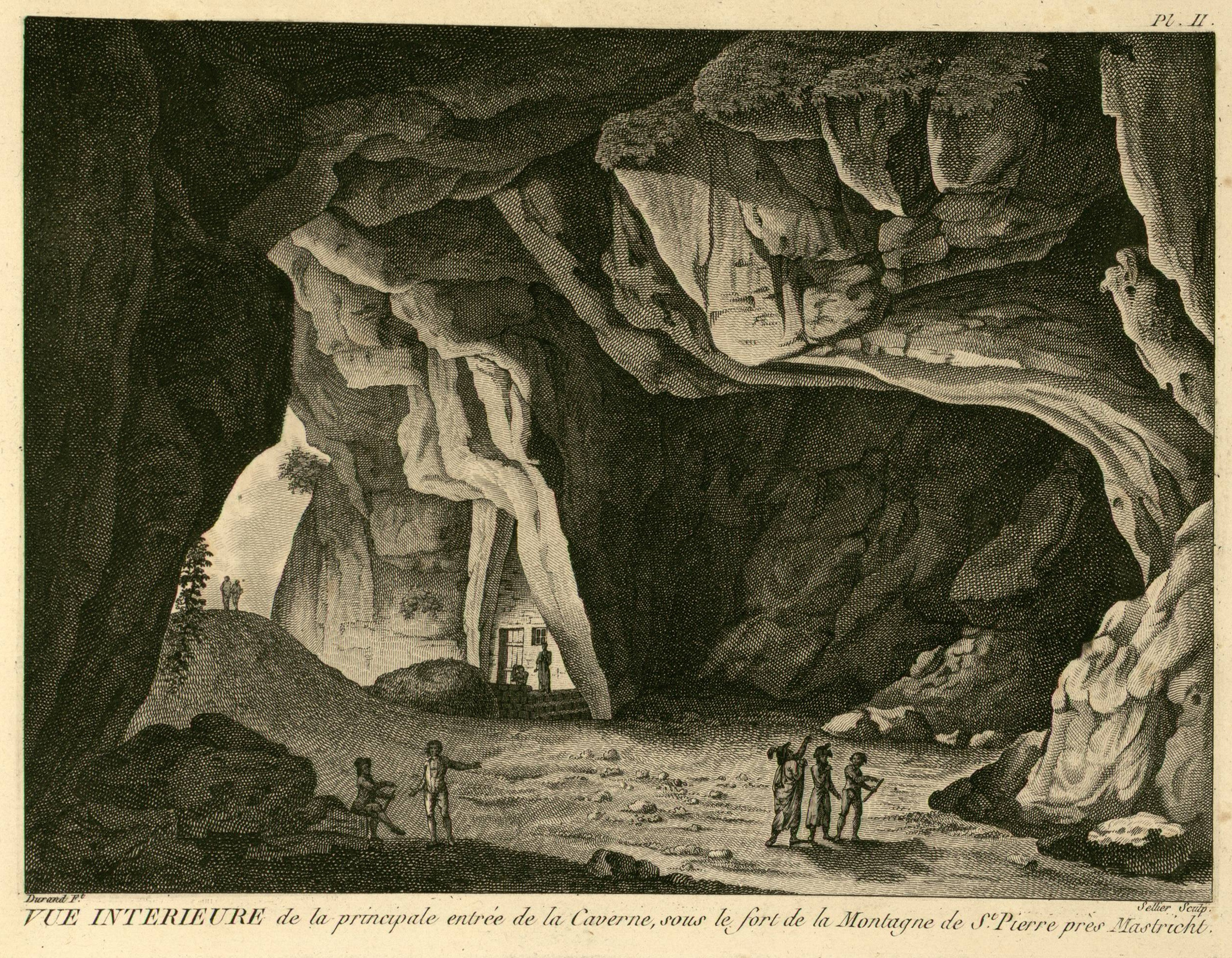
Eingang zur Grotte am Sint Pietersberg, Buchillustration von 1799

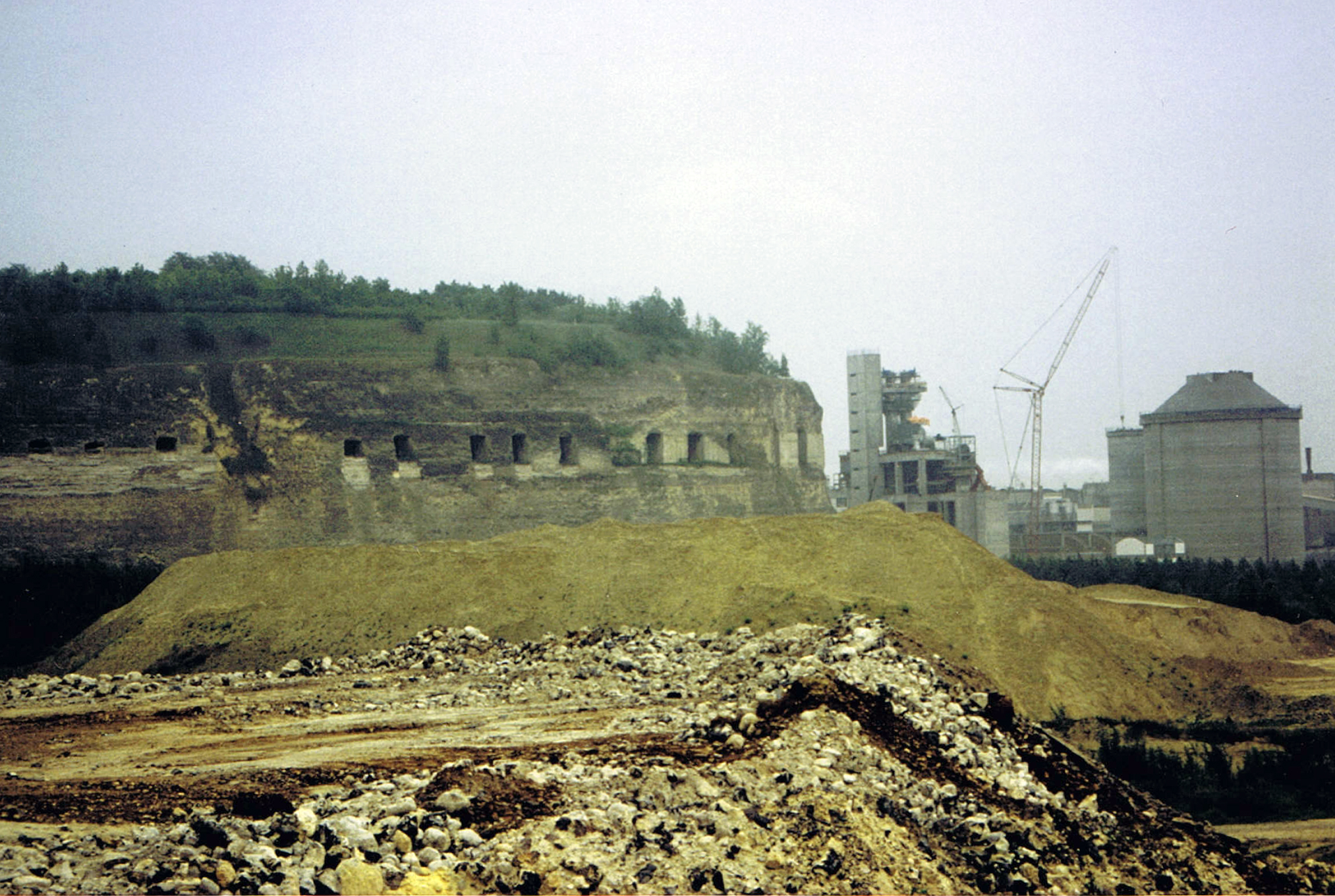
Zementfabrik und Kavernen am Sint Pietersberg

Der Sint Pietersberg ist ein Hochplateau in der Nähe der niederländischen Stadt Maastricht. Unter ihm befinden sich riesige Kalksteingruben.

## Geographie
Der natürliche Berg ist 107 Meter über Amsterdamer Pegel hoch, seine von Menschen erstellte und nach einem nahegelegenen ehemaligen Observantenkloster benannte Spitze D’n Observant erreicht 171 Meter Höhe. Er bietet einen guten Ausblick auf die Stadt und das Maas- und Jekertal. Auf der Nordseite des Berges befindet sich das Fort Sint Pieter, das bis 1867 Teil der Festungsanlagen von Maastricht war.
Der St. Pietersberg ist ein Naturschutzgebiet.

## Die Kalksteingruben
Im Inneren des Bergs gibt es ein menschengemachtes Labyrinth, dessen Gänge eine Gesamtlänge von 200 Kilometern aufweisen. Es entstand im Laufe von 800 Jahren durch den Abbau von Kalksandstein mit Handwerkzeugen zur Gewinnung von Baustoff. Dort wurden 1764 und um 1780 die ersten Fossilien des Mosasaurus entdeckt. Die unterirdischen Gänge und Höhlen dienten auch als Lazarett, Bunker sowie Versteck von Kunstschätzen und anderen wertvollen Gegenständen während der deutschen Besetzung (Mai 1940 bis 14. September 1944), darunter Rembrandts Die Nachtwache. An den Wänden einiger Gänge befinden sich Denkmäler und Skulpturen.

## Sport und Freizeit
- Sint Pietersberg ist der Endpunkt des „Pieterpad“, des bekanntesten niederländischen Fernwanderweges, der von Pieterburen an der Wattenmeerküste nordnordwestlich von Groningen auf einer etwa 490 km langen Route bis zum Pietersberg verläuft.[2]